# Tracy Scoggins
Tracy Scoggins (Dickinson, 13 novembre 1953) è un'attrice statunitense.

## Biografia

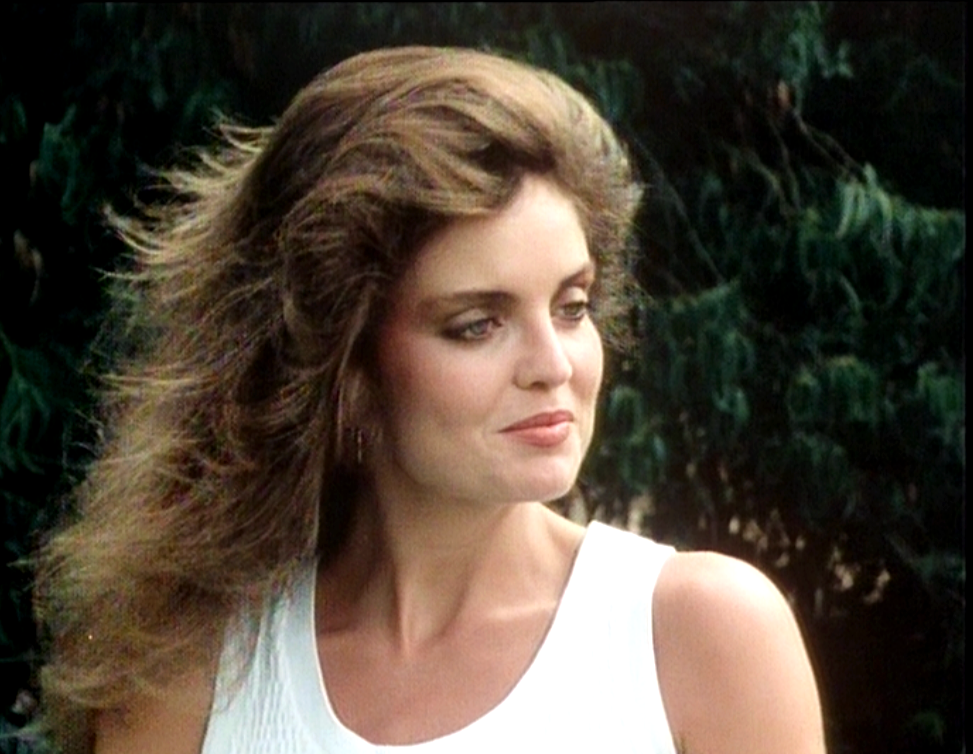
The Optimist (1983)

Ha recitato in numerosi telefilm ma è nota principalmente per aver interpretato Cat Grant nella serie Lois & Clark - Le nuove avventure di Superman e Monica Colby in Dynasty e nel suo spin-off I Colby.
La si ricorda anche nella parte del capitano Elizabeth Lochley in Babylon 5. Nel 2005 ha interpretato Grace Neville, protagonista in Dante's Cove.
Ha coprodotto nel 2006 il film horror Mr. Hell.
Ha recitato anche al cinema nei film Giocattoli infernali e Popstar.

## Filmografia parziale

### Cinema
- Alterazione genetica II (Watchers II), regia di Thierry Notz (1990)
- Giocattoli infernali (Demonic Toys), regia di Peter Manoogian (1992)
- Alien Intruder, regia di Ricardo Jacques Gale (1993)
- Popstar, regia di Richard Gabai (2005)
- The Strange Case of Dr. Jekyll and Mr. Hyde, regia di John Carl Buechler (2006)

### Televisione
- Hazzard (The Dukes of Hazzard) - serie TV, episodio 4x21 (1982)
- The Optimist (1983)
- La banda dei sette (The Renegades) – serie TV, 6 episodi (1983)
- Poliziotti alle Hawaii (Hawaiian Heat) – serie TV, 10 episodi (1984)
- I Colby (The Colbys) - serie TV, 49 episodi (1985-1987)
- Dynasty - serie TV, 10 episodi (1985-1989)
- Lois & Clark - Le nuove avventure di Superman (Lois & Clark - The New Adventures of Superman) - serie TV, 20 episodi (1993–1994)
- Star Trek: Deep Space Nine - serie TV, episodio 3x15 (1995)
- Dallas - Il ritorno di J.R. (Dallas: J.R. Returns), regia di Leonard Katzman - film TV (1996)
- Highlander - serie TV, 3 episodi (1996-1997)
- Babylon 5 - serie TV, 21 episodi (1998)
- Dallas - La guerra degli Ewing (Dallas: War of the Ewings), regia di Michael Preece - film TV (1998)
- Crusade - serie TV, 13 episodi (1999)
- Dante's Cove - serie TV, 12 episodi (2005-2007)
- NCIS - Unità anticrimine (NCIS) - serie TV, episodio 6x10 (2009)
- Castle – serie TV, episodio 4x12 (2012)

## Doppiatrici italiane
Nelle versioni in italiano delle opere in cui ha recitato, Lili Simmons è stata doppiata da:
- Valeria Perilli in La banda dei sette, NCIS - Unità anticrimine
- Micaela Esdra in I Colby, Dynasty (st. 6)
- Renata Biserni in Hazzard
- Silvia Pepitoni in Poliziotti alle Hawaii
- Anna Rita Pasanisi in Dynasty (st. 9)
- Beatrice Margiotti in Lois & Clark - Le nuove avventure di Superman
- Adele Pellegatta in Lois & Clark - Le nuove avventure di Superman (ridoppiaggio)
- Paola Valentini in Star Trek: Deep Space Nine
- Anna Cesareni in Dallas - Il ritorno di J.R.
- Antonella Baldini in Doppio inganno
- Francesca Fiorentini in Babylon 5
- Anna Radici in Nip/Tuck